# Marie-Eve Kreis
Marie-Eve Kreis (* 24. Dezember 1905 in Basel; † 15. März 1981 ebenda) war eine deutsch-schweizerische Ausdruckstänzerin, Choreografin und Kabarettistin.

## Leben und Wirken
Marie-Eve Kreis machte zunächst eine Ausbildung als Geigerin und Dirigentin am Konservatorium Basel. Sie spielte danach im Basler Kammerorchester, geleitet von Paul Sacher. Sie begann 1923 eine Tanzausbildung an der Labanschule in Frankfurt und bekam ab 1924 weitere Tanzausbildung bei Katja Wulff. 1925 absolvierte sie das Examen bei Rudolf von Laban in Berlin als Lehrerin für Bewegungsschulung und Leiterin von Bewegungschören. Auch bildete sie sich weiter in Paris.
1927 bis 1935 wirkte sie als Tänzerin des Tanzstudio Wulff an mehreren Produktionen mit; Tanzsuiten von Alfredo Casella und Barabau von Vittorio Rietis, sowie an den fünf Studienabenden des Tanzstudio Wulff und den Stücken Ariadne, Parade und Relâche (Musik letztere 3: Eric Satie). 1930 wirkte sie in Aristophanes’ Lysistrata am Théatre du Parc mit. 1945 tanzte sie am Grand Théâtre in Genf im Ballett "Hippolyte" die Phèdre.
Kreis beteiligte sich an den Tänzerkongressen: 1927 in Magdeburg in Labans Nacht, mit dem Tanzstudio Wulff 1928 in Essen mit Parade und 1930 in München mit Relâche.
Während ihrer Zeit als Tänzerin begann Kreis auch selbst zu choreographieren und trat beispielsweise am Küchlin-Theater mit eigenen Soli auf und auch zusammen mit Els Havrlik.

### Choreografien und Soli (Auswahl)
- 1939: Solo "La Tragédie d'une jeune fille" als Gast an der Tanz-Festaufführung der Schweizerischen Landesausstellung in Zürich
- 1942: in Zusammenarbeit mit Lisa Mutschelknaus: Das Märchen vom Aschenbrödel (Musik: Frank Martin, Kostüme: Meret Oppenheim) im Stadttheater Basel
- 1944: Igor Strawinskis "L'Histoire du Soldat" im Küchlin-Theater in Basel
- 1944: erneut in Zusammenarbeit mit Mutschelknaus: "Die Prinzessin und der Schweinehirt" (Musik: Edward Staempfli) im Küchlin-Theater in Basel

### Weiteres Wirken
Kreis beteiligte sich an verschiedenen Festspielen; 1951 mit Inclyta Basiela, 1957 mitStadtspiegel bei 2000 Jahre Basel, 1964 mit Voici Bâle bei der Expo Lausanne.
Kreis war allerdings nicht nur Tänzerin, sie trat auch als Mitglied verschiedener Kabaretts auf. 1928 war sie Mitglied des Kabaretts «Der Krater» in Zürich, begleitete 1933 und 1935 Erika Manns «Pfeffermühle» und trat zwischen dem 1. und 15. November 1933 im Cabaret Gambrinus auf. Ab den 1940er Jahren trat sie mit den Kabaretts «Cornichon», «Kikeriki» und der Kabarettgruppe «Gygampfi» auf.
Ab 1948 war sie als Regieassistentin, Choreographin und Bewegungsregisseurin am Stadttheater Basel tätig. Bereits während des Zweiten Weltkriegs bis 1980 führte sie in Basel eine Tanz- und Gymnastikschule. Zudem war sie Mitglied der Basler Künstlergemeinschaft "Gruppe 33".

### Tätigkeit im Ausland
Vor dem Zweiten Weltkrieg trat Kreis im Pariser Intellektuellenkabarett "Le Boeuf sur le Toit" auf und tanzte auch in New York.